# Зграда у Ул. Максима Горког бр. 21 у Суботици
Зграда у Ул. Максима Горког бр. 21 у Суботици, налази се на углу улица Браће Радића и Максима Горког. Грађена је 1882. године према нацртима грађевинског предизимача Јаноша Молцера, са стилским карактеристикама еклектике, за потребе Вилмоша Таусинга. Зграда представља непокретно културно добро као споменик културе.

## Архитектура
Зграда је адаптирана током 1907. године, по пројекту који је израдио архитекта Деже Јакаб, који се у току боравка и рада у Суботици упознао и оженио Иреном, ћерком Вилмоша Таусинга. Грађевина има основу у облику латиничног слова „L” обе фасаде су третиране на исти начин, разлика је једино у њиховој дужини. Главна фасада, на којој је улазна капија из улице Максима Горког је за три прозорска сегмента ужа од фасаде из улице Браће Радића. Занимљивост објекта је у његовом угаоном заобљеном делу који спаја две фасаде и у коме је са унутрашње стране просторија кружног облика у којој је смештена библиотека великог архитекте.
Фасадно платно је издељено плитким квадерима са тек назначеним плитким бочним ризалитима. Изнад свих прозора је лучна атика израђена у малтеру и положена на мале конзолице које се спуштају поред допрозорника. Прозори се завршавају лучно, а обухваћени су плитким пиластрима са јонским волутама, на које належе архитрав са троугаоним тимпаноном. Поткровни венац на овим плитким ризалитима је украшен флоралном орнаментиком у виду палмета урађених у малтеру. Најинтересантнији је кружни угаони део објекта. На њему су три лучно заобљена прозора међусобно раздвојена плитким пиластрима. Изнад сваког прозора је квадратно поље са декорацијом у виду тешких гирланди на којима седе пути, придржавајући рукама гирланде као да седе на љуљашци. У обиљу декоративних детаља на многобројним зградама еклектике у граду, овакви ликови пута се јављају једино на овом објекту. 
Интересантан детаљ на објекту је капија која је смештена са улице Максима Горког. Тесно је приљубљена уз објекат, двокрилна, урађена у дрвету са прозорима прекривеним чипкасто израђеним кованим гвожђем. Изнад прозора су тимпанони на конзолицама, између којих је декоративна гирланда. Средишњи стуб је састављен из три дела, доњи је једноставан, округли, средњи део који је у висини прозора на капијама тордиран, а најгорњи је са канелурама и јонским капителом. Капију заокружују са обе стране масивне конзоле истог облика као и на дрвеним крилима, на њих се наслања барокно извијени једносливни кровић, прекривен бибер црепом. У тимпанонском простору испод кровића је картуша начињена од богатог цветног преплета у виду венаца са декоративном траком, у средишту венца је уписана 1907. година, када је објекат адаптиран.
Поткровни венац чини низ зубаца на који належу конзолице у низу, подражавајући масивно двосливно кровиште, а изнад бочних ризалита, као и кружног угаоног дела у кровној зони су плитке равне атике без декоративних детаља.